# Pierre-Louis Thévenet
Pierre-Louis Thévenet é um diretor de arte francês. Venceu o Oscar de melhor direção de arte na edição de 1971 por Patton, ao lado de Urie McCleary, Gil Parrondo e Antonio Mateos.